# Distretto di Altaj (Bajan-Ôlgij)
Il distretto di Altaj è uno dei quattordici distretti (sum) in cui è suddivisa la provincia del Bajan-Ôlgij, in Mongolia. Conta una popolazione di 3.811 abitanti (censimento 2009). 